# كلير رايت (ترامبولينية)
كلير رايت (بالإنجليزية: Claire Wright)‏ هي ترامبولينية ‏ بريطانية، ولدت في 5 أغسطس 1979 في كامبرلي في المملكة المتحدة.

## وصلات خارجية
- كلير رايت على موقع الاتحاد الدولي للجمباز (licence) (الإنجليزية)
- كلير رايت على موقع الاتحاد الدولي للجمباز (biography) (الإنجليزية)
- كلير رايت على موقع اللجنة الأولمبية الدولية (الإنجليزية)
- كلير رايت على موقع أوليمبيديا (الإنجليزية)
- كلير رايت على موقع اللجنة الأولمبية البريطانية (الإنجليزية)